# Tametsi
Tametsi (latinsky „ačkoli“) je právní předpis katolické církve, který platil od roku 1563 do Velikonoc 1908 a týkal se tajných sňatků. Byl pojmenován, jak je zvykem u církevních dokumentů latinského ritu, podle prvního slova dokumentu, který jej obsahoval, kapitoly 1, 24. zasedání Tridentského koncilu. Doplnil překážku utajení a stanovil kanonickou formu manželství pro platnost v oblastech, v nichž byla promulgována. 

## Clandestinita (Tajnost)
Tímto dokumentem byla do církevního manželského práva doplněna překážka utajení. Byl to také dekret, který ukončil dlouhou debatu o platnosti manželství a přinesl kýženou reformu. Vzhledem k tomu, že svátost manželství si navzájem udělují účastníci manželství, a nikoliv duchovní, je mezi svátostmi jedinečná. Obavy z možné změny této nauky vyvolaly debatu, protože před Tridentským koncilem (1545–1563) byla tajná manželství považována za platná. Z těchto sňatků vyplývaly problémy – otázky legitimity dětí, potíže s dědictvím a možnost konfliktů mezi těmi, kdo se domnívali, že mají právo do věci mluvit. 
Uvádělo se v něm, že církev sice vždy neschvalovala manželství uzavíraná tajně nebo bez souhlasu rodičů, ale „Tametsi“ prohlašuje, že tajně uzavřené manželské smlouvy jsou platné, pokud nejsou neplatné v důsledku nedodržení církevních předpisů, a zavrhuje ty, kteří tvrdí opak, stejně jako ty, kteří nepravdivě tvrdí, že manželství uzavřené bez souhlasu rodičů je neplatné, nebo kteří tvrdí, že rodiče mohou svým souhlasem či nesouhlasem ovlivnit závaznost takových smluv.
Manželství uzavřené mezi pokřtěnými osobami je svátostí, a to i smíšené manželství mezi katolíkem a nekatolíkem, pokud byl nekatolík platně pokřtěn.

## Kanonická forma manželství
Výsledkem Tametsi bylo zavedení právní formy manželství. Aby byl sňatek považován za platný, vyžadovala se přítomnost faráře nebo jím pověřeného zástupce či ordináře. A přítomnost dvou nebo tří svědků. Před uzavřením manželství musely být přečteny zápovědi. Poprvé se měl vést zápis o uzavření manželství. 
Byla zavedena liturgická forma pro uzavření manželství. Od novomanželů se očekávalo, že přijmou kněžské požehnání v kostele poté, kdy vyznají hříchy při zpovědi a přijmou svaté přijímání.
V roce 1908 byl nahrazen dokumentem Ne Temere, který stanovil, že manželství je neplatné, pokud nebylo uzavřeno před farářem v jeho vlastní farnosti nebo před biskupem v jeho vlastní diecézi, nebo delegátem jednoho z nich; a stejně jako v Tametsi, za přítomnosti nejméně dvou svědků. Manželství musí být také registrováno v místě, kde byly smluvní strany pokřtěny.